# 郭鄰
郭鄰，山西潞州長子縣人，明朝政治人物、進士出身。

## 生平
洪武三年，乡试中举。洪武四年，會試五十六名，登進士三甲，授福州府福清縣縣丞。